# Alfa Lacertae
Alfa Lacertae (α Lacertae , förkortat Alfa Lac,  α Lac), som är stjärnans Bayerbeteckning, är en ensam stjärna belägen i den mellersta delen av stjärnbilden Ödlan. Den har en skenbar magnitud på 3,78, är den ljusaste stjärnan i stjärnbilden och är synlig för blotta ögat där ljusföroreningar ej förekommer. Baserat på parallaxmätning inom Hipparcosuppdraget på ca 31,9 mas, beräknas den befinna sig på ett avstånd på ca 102 ljusår (ca 31 parsek) från solen.

## Egenskaper
Alfa Lacertae är en blå till vit stjärna i huvudserien av spektralklass A1 V.. Den har en massa som är ca 2,2 gånger större än solens massa, en radie som är ca 2,1 gånger större än solens och utsänder från dess fotosfär ca 28 gånger mera energi än solen vid en effektiv temperatur av ca 9 000 K.
Alfa Lacertae har en optisk följeslagare, CCDM J22313 + 5017B, av spektraltyp A och skenbar magnitud 11,8, som ligger separerad med ca 36 bågsekunder.